# Wartburg (Automarke)
Wartburg war der Handelsname der von 1956 bis zum 10. April 1991 im VEB Automobilwerk Eisenach gefertigten Personenkraftwagen-Baureihe des Herstellers IFA. Der Name leitet sich von der gleichnamigen Burg am Produktionsstandort Eisenach ab. Neben dem Trabant war der Wartburg das am weitesten verbreitete PKW-Modell in der DDR und auch als Behördenfahrzeug sehr beliebt. Von 1956 bis 1988 wurde der Wartburg von einem Dreizylinder-Zweitaktmotor angetrieben, welcher Mitte Oktober 1988 (Wartburg 1.3) durch einen von der Volkswagen AG entwickelten Vierzylinder-Viertaktmotor abgelöst wurde.

## Geschichtlicher Rückblick bis 1928
Die „Fahrzeugfabrik Eisenach AG“ wurde am 5. Dezember 1896 von einem Bankenkonsortium unter Führung von Heinrich Erhardt mit einem Kapitalaufwand von 1,25 Mio. Goldmark gegründet. Zweck der Unternehmung sollte die Produktion von Militärfahrzeugen und Fahrrädern sein. Als weitere Unternehmen kamen bald Daimler/Cannstatt und Benz/Mannheim hinzu. Die Serienproduktion von „Motorwagen“ begann mit Baulizenzen, die von Decauville in Frankreich erworben wurden. Die ersten Modelle hießen bereits „Wartburg“ und verkauften sich ausgezeichnet, zumal sie schon bald in Automobilwettbewerben erfolgreich waren. Unter dem Namen „Cosmobile“ wurden die Fahrzeuge sogar nach Amerika geliefert. Nach dem Auslaufen der Lizenzen entwickelte das Unternehmen schnell eine gespreizte Palette von eigenen Baumustern.
Der erste „Wartburg-Kutschierwagen“ erschien 1899 und hatte einen Viertakt-Einzylinder-Heckmotor mit Schlangenrohr-Wasserkühlung. Ein weiteres Modell hatte einen luftgekühlten 4-PS-Heckmotor, der mitsamt seinem Kettenantrieb offen und völlig ungeschützt eingebaut war. Die Vorderräder mit starrer Faustachse und Halbelliptik-Querfederung hatte kein Lenkrad, sondern wurde mit einer Handkurbel gelenkt. Die für heutige Verhältnisse urtümliche Konstruktion errang 1899 bereits 22 erste Preise, da sie bereits eine Geschwindigkeit von 60 km/h erreichte. Die Weiterentwicklung von Motor und Konstruktion verlief rasant. Am 31. August 1902 siegte mit einer Geschwindigkeit von 120 km/h ein zweisitziger Rennwagen mit wassergekühltem 22-PS-Motor beim Internationalen Automobilrennen in Frankfurt am Main. Dieses Fahrzeug hatte einen Rahmen aus nahtlos gezogenem Stahlrohr. Der Motor lag mit sämtlichen Triebwerksteilen und den Blattfedern über der Achse. Der Wagen wog 642 kg, hatte ein Fünfganggetriebe und Kardanwelle. 1904 erschien der erste „DIXI“, als das bekannte und über lange am Markt bestehende Erfolgsmodell der Eisenacher Automobile. Der „DIXI“ wurde als Tourenwagen, als sportliches Coupé und als „Ablieferungswagen“ mit einer Nutzlast von 600 kg gebaut. Der wassergekühlte Vierzylindermotor erreichte eine Drehzahl von 1000/min und war mit Kardanwelle und Fußbremse auf das Differential ausgerüstet. Vom Erfolg getrieben kamen in rascher Folge Blockmotoren mit 16, 24, 26, 32, 40 und 55 PS auf den Markt. 1906 schaffte man den Übergang von der Reihen- zur Kulissenschaltung. Motor und Fahrwerk waren nun so modern, dass die Baumuster zum Teil bis 1927 liefen.

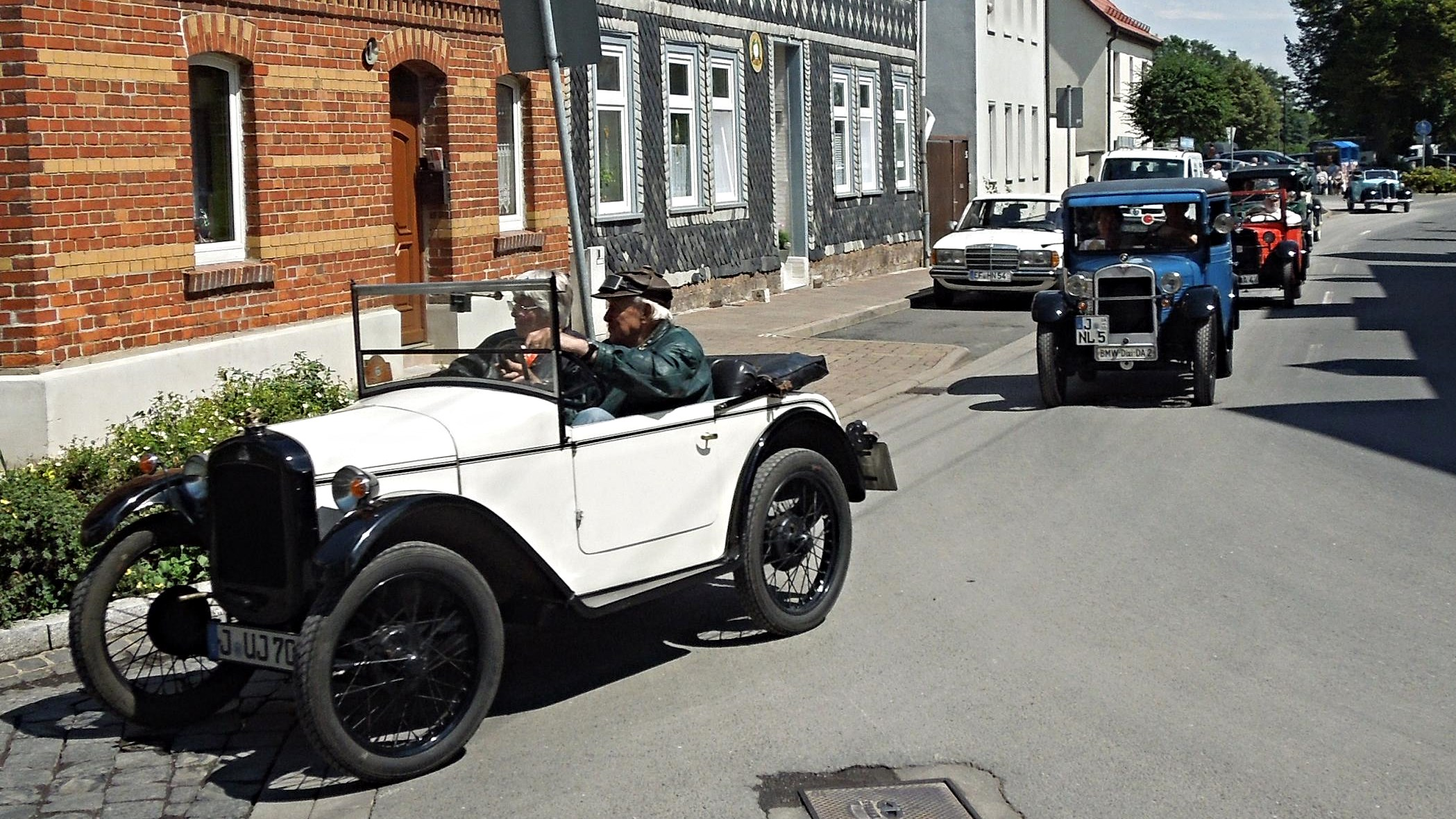
DIXI – das Erfolgsmodell der Eisenacher Automobile

Ab 1907 wurden Lastwagen mit Kettenantrieb und einer Nutzlast bis 5 Tonnen gebaut. Zwei Jahre später erweiterte man das Angebot um den Produktionszweig Bootsmotorenbau. Bis 1918 umfasste das Automobilprogramm sieben Personen- und fünf Lastwagentypen. Nach dem Ersten Weltkrieg konnte der Bau von Kraftwagen und Fahrrädern wieder aufgenommen werden, letztere wurden ebenfalls unter der Marke Wartburg produziert. 1921 übernahm die Gothaer Waggonfabrik das Eisenacher Werk. Von da an trugen alle Erzeugnisse das weitbekannte Markenzeichen des laufenden Kentaur mit fliegender Mähne.
Nach dem Ersten Weltkrieg konnte an den Erfolg und die Beliebtheit der Dixi-Modellserie angeknöpft werden, angetrieben durch zahlreiche erstaunliche Motorsport-Erfolge. Beispielsweise gewann der Dixi 1922 überlegen auf der AVUS-Rennstrecke in der 6-PS-Klasse. 1923 gelang ihm ein vielbeachteter Weltrekord auf dem AVUS, als er 20.000 km in 380 Stunden und 30 Minuten fuhr. Bei der Reichsfahrt 1924 verwies der Dixi seinen Hauptkonkurrenten, den Kompressor-Mercedes, auf Platz 2. Das stärkste Baumuster des Eisenacher Werkes war ein Sechszylindermotor mit 60 PS aus 3,5 Liter Hubraum. 1927 erwarben die Eisenacher die Lizenz des Austin Seven aus England, eines der meistgebauten britischen Autos seiner Zeit. Am 1. Januar 1928 kam damit der 3/15 PS Dixie mit wassergekühltem 750-cm3-Vierzylindermotor auf den Markt, der sich zum berühmtesten Exemplar der Dixi-Modellreihe entwickelte.
1927 gerieten die Dixi-Werke Eisenach in die Hände des Börsenspekulanten Jacob Schapiro und wurden am 1. Oktober 1928 in den entstehenden BMW-Konzern eingegliedert, sodass der Dixi fortan das BMW-Emblem trug.

## Baureihen im Überblick

### Wartburg 311

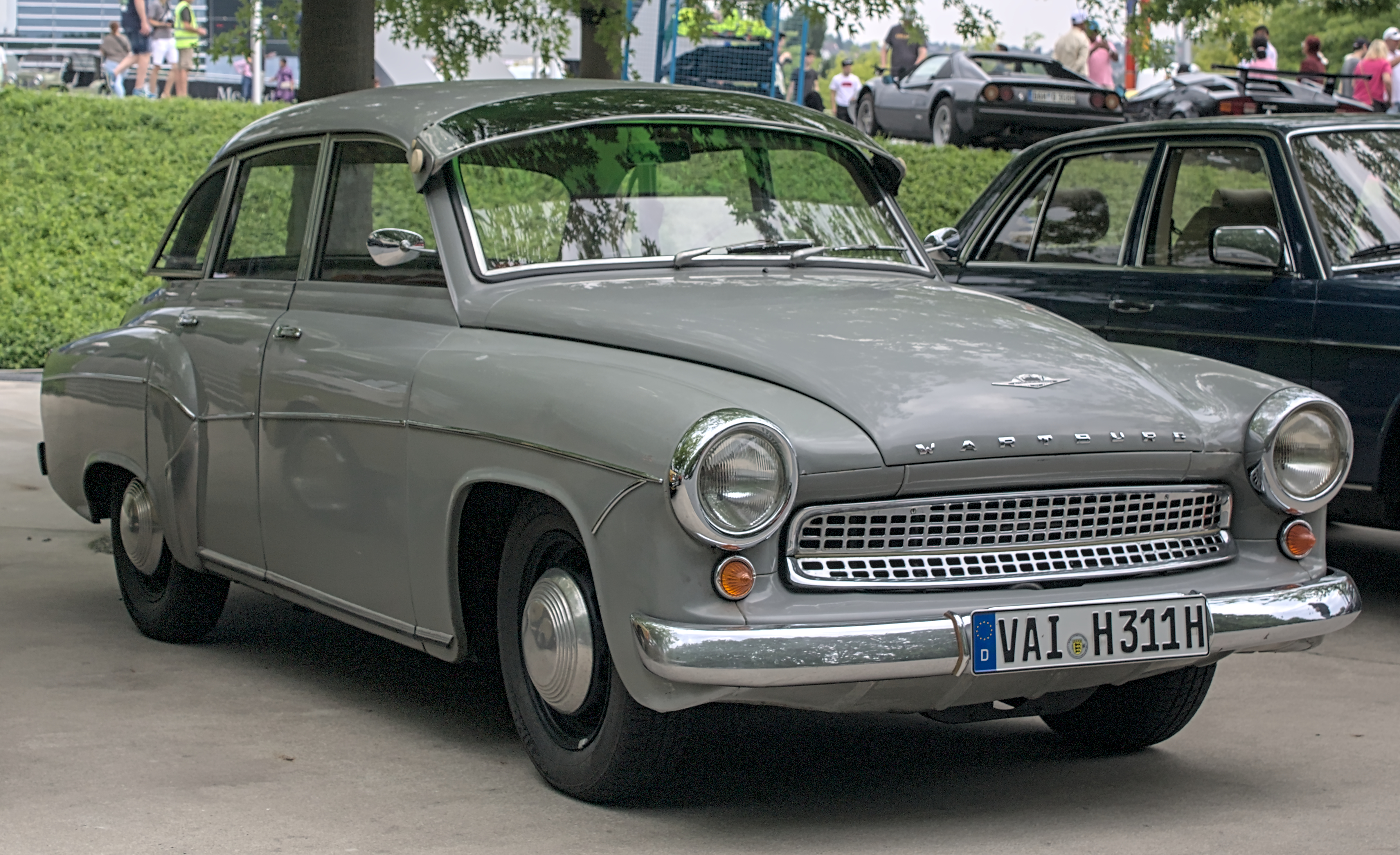
Wartburg 311
(1956–1965)

Der ab 1956 produzierte Wartburg 311 wurde aus dem EMW 309 (vormals IFA F 9) weiterentwickelt, der auf dem 1940 entstandenen Modell DKW F 9 der Auto Union AG basierte.
Der Rahmen des aus Zwickau zwangsübernommenen Wagens wurde um zehn Zentimeter verlängert und erhielt eine deutlich größere und viertürige Karosserie. Als Handelsnamen wählte man den Namen des ersten 1898 produzierten Motorwagens der Eisenacher Fahrzeugwerke. Die Bezeichnung 311 steht ebenso wie die folgenden (313, 312, 353 und Prototypen) in BMW-Tradition – alle in Eisenach hergestellten BMWs und EMWs hatten dreistellige Nummern, die sämtlich mit einer „3“ begannen; der F 9 wurde in Eisenach als „309“ geführt. Der Wartburg 311 konnte wegen seiner Rahmenbauweise relativ problemlos in verschiedenen Karosserieausführungen hergestellt werden, siehe unten.
Mit seiner formschönen, zeitgemäßen Karosserie, zweckmäßiger Konzeption und Variantenvielfalt erreichte der Wartburg 311 so viel internationale Anerkennung wie kein anderer Pkw der DDR. Im nichtsozialistischen Wirtschaftsgebiet war er für die Devisenbeschaffung der DDR von großem Wert.
Bei Produktionsbeginn Ende 1955 hatte der Wartburg 311 mit 900 cm³ Hubraum eine Leistung von 28 kW (37 PS) bei 4000/min. Mit dem auf 992 cm³ aufgebohrten Motor („Wartburg 1000“) wurde die Leistung ab 1962 auf 33 kW (45 PS) bei 4250/min gesteigert, die vom Werk angegebene Höchstgeschwindigkeit stieg dadurch um 10 km/h auf 125 km/h, der durchschnittliche Kraftstoffverbrauch lag bei knapp 10 l/100 km. Nach rund zehn Jahren wurde 1965 die Produktion des Wartburg 311 beendet.

### Wartburg 312

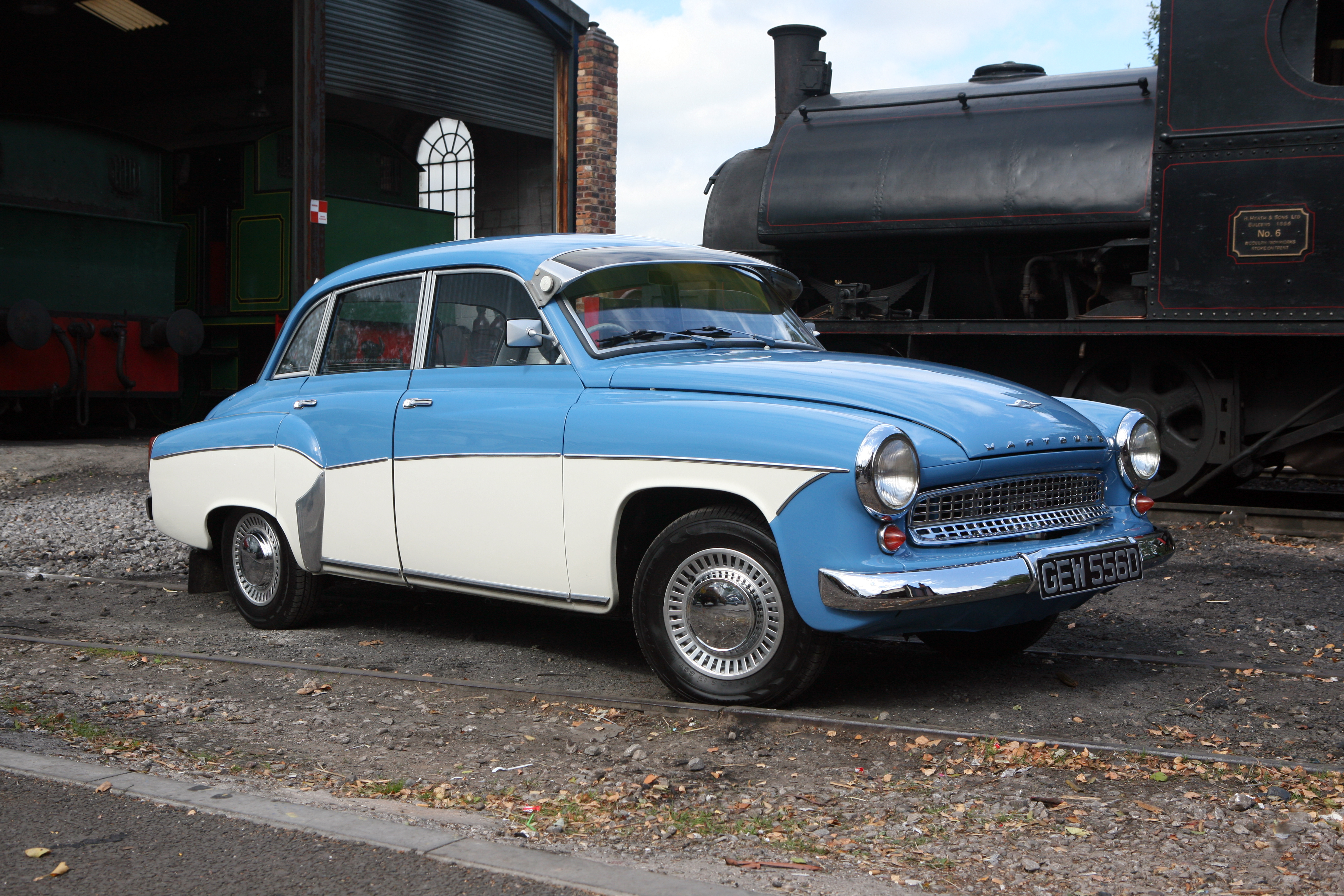
Wartburg 312
(1965–1967)

Das auf einer Vorkriegskonstruktion basierende Fahrwerk des Wartburg 311 war in den 60er Jahren nicht mehr zeitgemäß. Um die Produktion während der Umstellung auf das Nachfolgemodell weiterführen zu können, wurde 1965 mit dem Wartburg 312 ein Übergangsmodell eingeführt, das auf dem neuen Fahrwerk die klassische Karosserie verwendet. Die Limousine wurde 1966 abgelöst, 1967 endete auch die Produktion der beiden 2- und 4-türigen Kombimodelle (Kombi und Camping).

### Wartburg 313

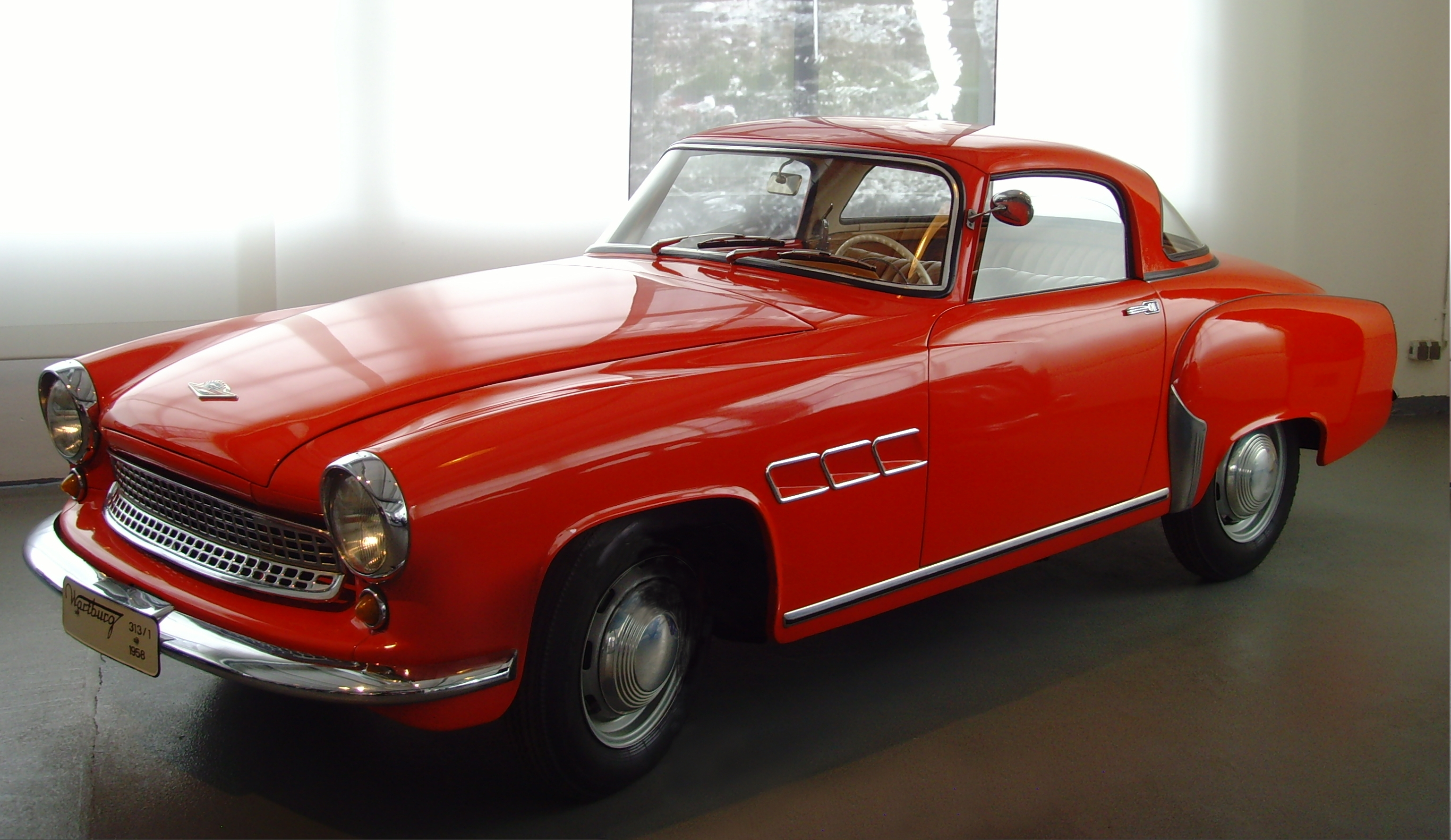
Wartburg 313
(1957–1960)

Auf Basis des Wartburg 311 wurde von 1957 bis 1960 ein Roadster in knapp 500 Einheiten hergestellt. Die Motorleistung des Wartburg 313 konnte gegenüber dem Basismodell auf 37 kW (50 PS) gesteigert werden, womit der Wagen eine Höchstgeschwindigkeit von 140 km/h erreichte. Von diesem auch Wartburg Sport genannten Modell wurde 1959 der Kühlergrill für das Basismodell übernommen.

### Wartburg 353

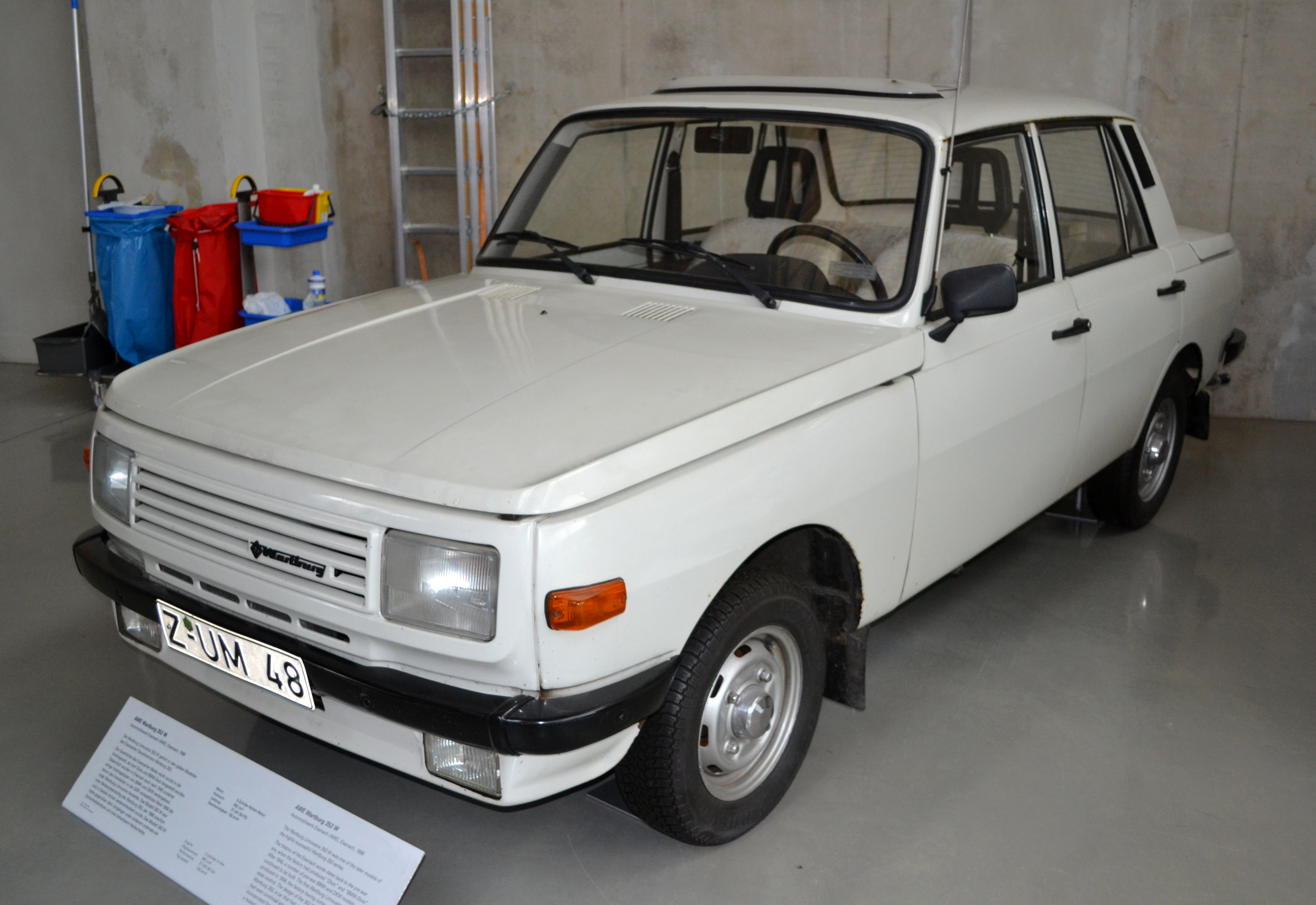
Wartburg 353
(1966–1988) (Bild nach Facelift 1985)

Der am 1. Juni 1966 eingeführte Wartburg 353 folgte in seiner Grundkonzeption (2-Takt-Motor, Frontantrieb, Kastenrahmen) dem Wartburg 311, erhielt aber das wesentlich modernisierte und mit dem Wartburg 312 eingeführte Fahrwerk mit 13″-Rädern, Einzelradaufhängung und Schraubenfedern rundum. Neu war die damals durchaus dem internationalen Standard entsprechende Karosserie mit einem Kofferraumvolumen von über 500 Litern. Erst 1968 wurde mit einer Karosserie aus den Karosseriewerken Halle und Dresden wieder ein Kombi angeboten, dessen Name nun Wartburg Tourist lautete.
Wie schon beim Wartburg 311 wurden Neuerungen auch beim Wartburg 353 schrittweise während der laufenden Produktion eingeführt. Die markantesten Änderungen waren 1969 ein weiterentwickelter Motor mit 50 PS, 1975 der Übergang zum Wartburg 353 W (W = Weiterentwicklung, mit Scheibenbremsen vorne) und 1985 eine Modifikation der Frontpartie infolge der Verlagerung des Kühlers vor den Motor.
Mit der Umstellung auf den Wartburg 1.3 endete 1988/89 die Produktion des Wartburg 353 nach 22 Jahren und mehr als 1,2 Millionen Fahrzeugen. Der einmillionste Wartburg-Pkw wurde am Vorabend des 1. Mai 1981 übergeben.

### Wartburg 355 (Prototyp)

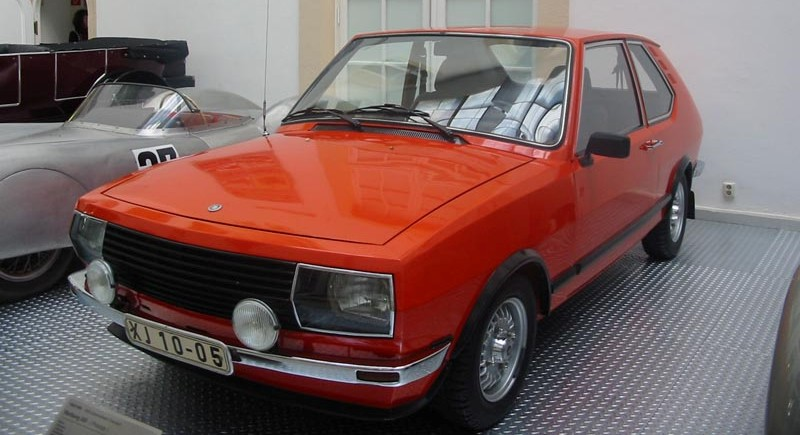
Wartburg Coupé 355

Im Jahr 1968 wurde an einer weiteren Variante des Wartburg 353 gearbeitet. Es entstand ein dreitüriges Coupé mit einer Karosserie aus GFP-Elementen (glasfaserverstärktes Polyesterharz), wovon 5...8 Stück gebaut wurden. In einem wurde ein Renaultmotor mit 1397 cm³ Hubraum und 54 kW eingebaut. Die Prototypen hatten ein Fließheck und Frontmotor.
Die Entwicklung kam auf Grund politischer Entscheidung aber über das Prototypstadium nicht hinaus, da als Exportmodell angelegt, und wurde im Zusammenhang mit der ersten Ölkrise aufgegeben.
Ein Prototyp befindet sich im Verkehrsmuseum Dresden (rotes Fahrzeug), einer im Museum in Eisenach (grünes Fahrzeug) und ein gelbes Fahrzeug ist in einer nicht öffentlich zugängigen Ausstellung. Zwei weitere rote Fahrzeuge sind in Privathand.

### Wartburg 1.3

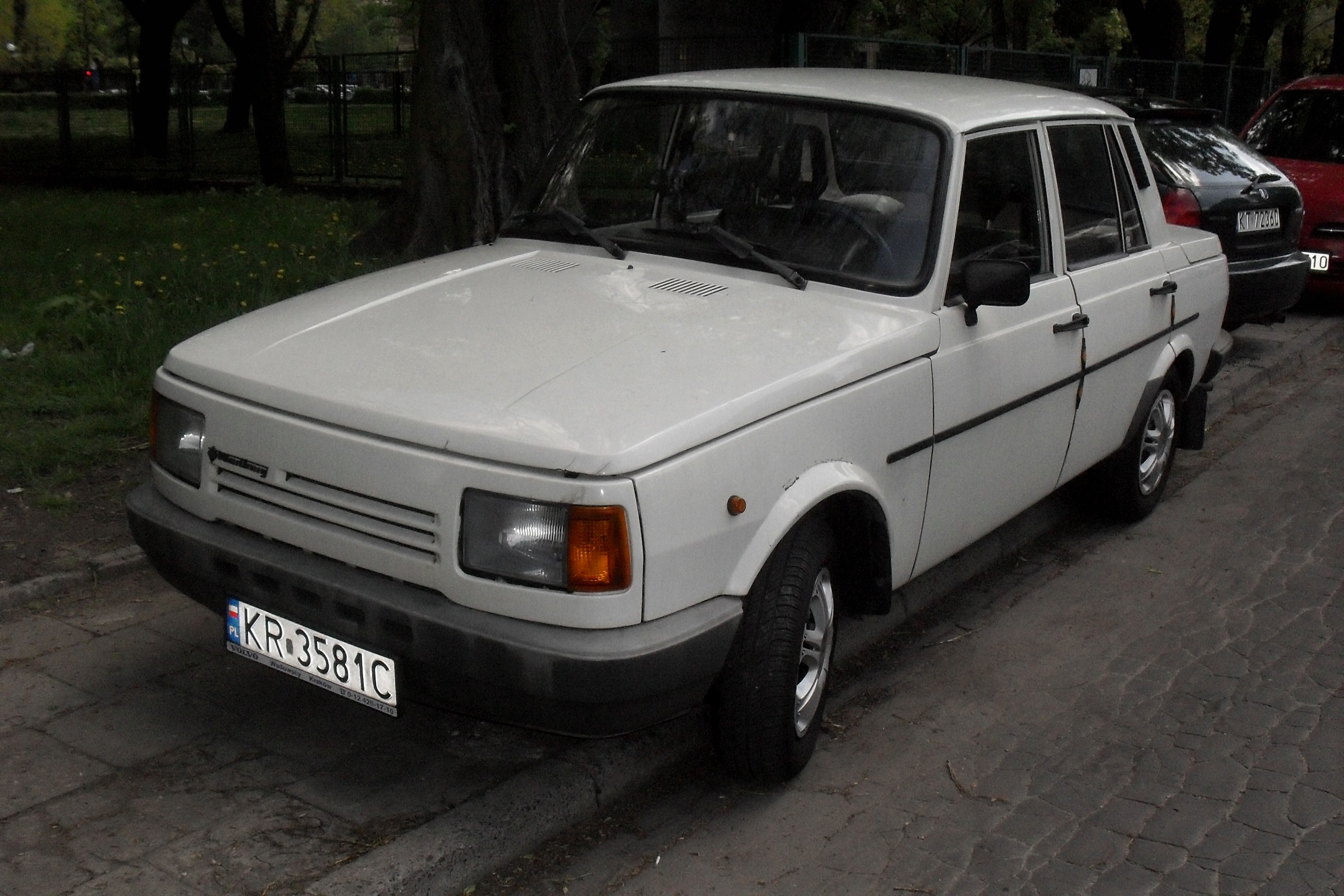
Wartburg 1.3
(1988–1991)

Bereits in den 60er Jahren wurde im Automobilwerk Eisenach ein Vierzylinder-Viertaktmotor entwickelt, der 1972 fertig war. Mit 1,6 Litern Hubraum und 82 PS hätte dieser Motor mit relativ geringen Anpassungen anstelle des nicht mehr zeitgemäßen Dreizylinder-Zweitaktmotors in den Wartburg 353 eingebaut werden können. Die Umstellung sowie die damit verbundenen notwendigen Investitionen wurden von Seiten der Staatsführung abgelehnt. Dadurch fielen in den folgenden Jahren allerdings auch die devisenbringenden westlichen Absatzmärkte weg.
Günter Mittag, ZK-Sekretär der SED für Wirtschaftsfragen und damit einer der Devisenbeschaffer, schloss 1984 einen Lizenzvertrag mit Volkswagen über die Produktion des VW-Polo-Motors EA 111 in der DDR für VW sowie zur Deckung des Bedarfs der heimischen Automobilindustrie. Dieser war allerdings zu groß für den Motorraum des Wartburg 353, wodurch eine aufwändige Umkonstruktion des Vorderwagens und des Antriebes und damit eine erheblich größere Investition notwendig wurde. Infolgedessen fehlten die Geldmittel zur Gestaltungsumsetzung eines zeitgemäßen Äußeren.
Als im Oktober 1988 die Serienfertigung des Wartburg 1.3 begann, gab es neben dem neuen Motor mit 43 kW (58 PS) und einem neuen Vierganggetriebe gegenüber dem Wartburg 353 nur einen geringfügig veränderten Innenraum. Der Karosseriegrundkörper wurde beibehalten und der optische Unterschied zum Vorgänger fiel nicht allzu groß aus.
Die in den folgenden Monaten durchgeführten weiteren Änderungen konnten nicht verbergen, dass die Karosserieform über 20 Jahre alt war. Damit wurde er insbesondere nach der Währungsumstellung fast unverkäuflich. Der Wartburg soll in der Produktion zuletzt rund 14.400 Mark gekostet haben, konnte aber nur noch für 7600 Mark verkauft werden. Nach der deutschen Wiedervereinigung wurde der Wartburg unverkäuflich, so dass im April 1991 seine Produktion eingestellt wurde.  Von den über 1.600.000 produzierten Fahrzeugen waren am 1. Januar 2021 in Deutschland laut Kraftfahrt-Bundesamt noch 8.400 zugelassen.

## Produktionsstandorte
Ab 1955 wurden neben dem AWE Eisenach vier weitere Betriebe in die Produktion einbezogen:
- VEB Karosseriewerke Halle (KWH, ehemals Ludwig Kathe & Sohn) – Tourist
- VEB Karosseriewerk Dresden/Radeberg (KWD, ehemals Gläser) – Tourist-Karosserie
- VEB Automobilwerke Ludwigsfelde – Trans
- VEB Waggonbau Gotha – Fahrgestelle für den Wartburg 353 W und 1.3

## Export
Ein erheblicher Anteil der Wartburg-Fertigung wurde exportiert. 1975 verteilte sich die Wartburg-Produktion von 54.050 Fahrzeugen wie folgt:
- 34.250 in den Export, 8.941 für die eigene Bevölkerung, 7.300 für Genex, 556 für Investträger, 3.003 für staatliche Organe.[8]

Zu den größten Abnehmern zählten Ungarn und Polen. Der Wartburg 311 verkaufte sich auch im nichtsozialistischen Wirtschaftsgebiet gut: Hauptmärkte waren Belgien, Finnland, Großbritannien und die Niederlande, aber auch Dänemark, Griechenland, Island und Spanien erreichten nennenswerte Absatzzahlen. Bekannt geworden ist der Export von bis zu 1215 Stück des Typs 311 in die USA im Jahr 1960, für den es auch Inserate im Playboy gab. Über den Händler Witkin in Los Angeles wurden diese Fahrzeuge zum Einstiegspreis von 1799 US-$ (Cabrio: 2155 $, Camping: 2195 $) angeboten. In Großbritannien wurde der Wartburg 353 als Wartburg Knight verkauft.
Die Firma ETS François Pierreux P.V.B.A. in Brüssel agierte ab 1947 als Generalimporteur für Belgien und Luxemburg. Neben praktisch allen Wartburg-Modellen wurde auch der Kleintransporter Barkas B 1000 verkauft. Auch wurden CKD-Bausätze importiert – die daraus entstandenen Fahrzeuge galten als in Belgien gefertigt. Das Vertriebsnetz umfasste 1971 rund 80 Stationen/Werkstätten.
Ab 1956 wurden Wartburg (Zunächst IFA F 9) durch Oy Rego Ab nach Finnland eingeführt. Finnland entwickelte sich in der Folge zum zahlenmäßig größten Auslandsmarkt. Ab 1971/2 übernahm Vara Haka-Auto Oy in Helsinki den Import. Zeitweise wurden bis zu 2.000 Wagen jährlich verkauft. Der Bestand betrug 1969 rund 10.000 Fahrzeuge und steigerte sich bis 1979 sogar auf rund 13.000. In den 1980er Jahren ließ aber auch hier der Verkauf nach. Wurden 1981 noch 1.146 Wagen verkauft, so waren es 1987 nur noch 402. Parallel sank der Bestand bis Ende 1988 auf 7.769 Fahrzeuge. 1999 standen noch 732 Fahrzeuge im Finnischen Register.
Von 1957 bis 1974 importierte die Firma De Binkhorst Auto + Motor Import N.V. in Den Haag Wartburg-Fahrzeuge in die Niederlande. Im Jahr 1973 umfasste das dortige Servicenetz rund 100 Werkstätten.
Im Laufe der 1970er-Jahre sanken die Verkaufszahlen im Westen. Nur wenige Länder ohne eigene Kfz-Produktion, wie Belgien, Dänemark, Finnland, Griechenland und Spanien importierten Anfang der 1980er Jahre noch Fahrzeuge in kleinen Stückzahlen.

## Bestand in Deutschland
1989 waren in der DDR rund 760.000 Wartburg zugelassen. Mit einem Anteil von rund 20 Prozent am gesamten PKW-Bestand war der Wartburg damit die zweithäufigste Automarke. Nach 1989/1990 sanken die Zulassungszahlen rapide. 1993 waren noch genau 402.590 Wartburg zugelassen. Das entsprach 1,03 Prozent aller in der Bundesrepublik Deutschland zugelassenen Personenkraftwagen. Trotz der kurzen Produktionsdauer und des dementsprechend geringeren Verbreitungsgrades blieben die Bestandszahlen für den Wartburg 1.3 vorerst stabiler als für den Wartburg 353. Im Jahre 2000 waren noch insgesamt 56.520 Wartburg registriert – davon 33.242 (58,8 Prozent) Wartburg 1.3. Später kehrte sich dieses Verhältnis um. Im zwanzigsten Jahr nach der Produktionseinstellung waren in Deutschland noch 7.485 Wartburg zugelassen. Darunter befanden sich nur noch 1.900 Exemplare mit Viertaktmotor.
Mit 7.134 Fahrzeugen war zum 1. Januar 2014 ein historischer Tiefstand erreicht. Seitdem steigen die Bestandszahlen wieder an. Zum 1. Januar 2024 waren 8.985 Wartburg im Straßenverkehr zugelassen. Davon entfielen mindestens 3.521 Exemplare auf das Modell 353 und mindestens 1.416 auf den Wartburg 1.3.
Die folgende Übersicht zeigt den Bestand an Personenkraftwagen des Herstellers Automobilwerk Eisenach zum 1. Januar (bis 2000 jeweils 1. Juli), erfasst durch das Kraftfahrt-Bundesamt. Vor dem 1. März 2007 beinhaltete der Fahrzeugbestand auch die Anzahl der vorübergehenden Stilllegungen (rund 12 Prozent aller PKW in Deutschland). Seit dem  enthält der Fahrzeugbestand ausschließlich den fließenden Verkehr, einschließlich der Saisonkennzeichen.
| Jahr | Bestand |
| ---- | ------- |
| 1993 | 402.590 |
| 1994 | 356.608 |
| 1995 | 284.047 |
| 1996 | 216.390 |
| 1997 | 158.657 |
| 1998 | 115.503 |
| 1999 | 80.954  |
| 2000 | 56.520  |
| 2001 | 52.181  |

| Jahr | Bestand |
| ---- | ------- |
| 2002 | 38.135  |
| 2003 | 27.523  |
| 2004 | 21.037  |
| 2005 | 17.225  |
| 2006 | 14.106  |
| 2007 | 12.349  |
| 2008 | 8.727   |
| 2009 | 8.222   |
| 2010 | 7.769   |

| Jahr | Bestand |
| ---- | ------- |
| 2011 | 7.485   |
| 2012 | 7.349   |
| 2013 | 7.195   |
| 2014 | 7.134   |
| 2015 | 7.244   |
| 2016 | 7.394   |
| 2017 | 7.641   |
| 2018 | 7.918   |
| 2019 | 8.114   |

| Jahr | Bestand |
| ---- | ------- |
| 2020 | 8.361   |
| 2021 | 8.535   |
| 2022 | 8.726   |
| 2023 | 8.861   |
| 2024 | 8.985   |

Nach dem Abschlussbericht des Bundesamtes für Wirtschaft und Ausfuhrkontrolle wurden 248 Wartburg zugunsten der Umweltprämie zwischen dem 27. Januar 2009 und dem 31. Juli 2010 verschrottet.